# Mauritius na Mistrzostwach Świata w Lekkoatletyce 2017
Mauritius na Mistrzostwach Świata w Lekkoatletyce 2017 – reprezentacja Mauritiusa podczas Mistrzostw Świata w Londynie liczyła  1 zawodnika, który nie zdobył medalu.

## Rezultaty
| Zawodnik     | Konkurencja | Finał    | Finał   |
| Zawodnik     | Konkurencja | Rezultat | Pozycja |
| ------------ | ----------- | -------- | ------- |
| David Carver | maraton     | 2:25:45  | 61.     |